# Саут-Брук
Саут-Брук (англ. South Brook) — містечко в Канаді, у провінції Ньюфаундленд і Лабрадор.

## Населення
За даними перепису 2016 року, містечко нараховувало 482 особи, показавши скорочення на 1,0%, порівняно з 2011-м роком. Середня густина населення становила 53,1 осіб/км².
З офіційних мов обидвома одночасно володіли 5 жителів, тільки англійською — 480.
Працездатне населення становило 51,7% усього населення, рівень безробіття — 24,4% (24% серед чоловіків та 25% серед жінок). 91,1% осіб були найманими працівниками, а 4,4% — самозайнятими.
Середній дохід на особу становив $34 420 (медіана $21 675), при цьому для чоловіків — $43 034, а для жінок $24 528 (медіани — $29 611 та $16 960 відповідно).
19,5% мешканців мали закінчену шкільну освіту, не мали закінченої шкільної освіти — 44,8%, 35,6% мали післяшкільну освіту, з яких 9,7% мали диплом бакалавра, або вищий.
| Статево-вікова структура населення | Статево-вікова структура населення | Статево-вікова структура населення | Статево-вікова структура населення | Статево-вікова структура населення |
| ---------------------------------- | ---------------------------------- | ---------------------------------- | ---------------------------------- | ---------------------------------- |
|                                    |                                    |                                    |                                    |                                    |
| Всього                             | Всього                             | 49,5%50,5%                         |                                    |                                    |
| 0 — 14 років                       | 0 — 14 років                       |                                    | 9,3%                               | 9,3%                               |
| 15 — 64 років                      | 15 — 64 років                      |                                    | 64,9%                              | 64,9%                              |
| 65 і більше                        | 65 і більше                        |                                    | 25,8%                              | 25,8%                              |
| 85 і більше                        | 85 і більше                        |                                    | 1%                                 | 1%                                 |
| Середній вік (років)               | Середній вік (років)               | 50,148,8                           | 49,5                               | 49,5                               |
| Медіана (років)                    | Медіана (років)                    | 54,253,4                           | 53,8                               | 53,8                               |
| — чоловіки — жінки                 |                                    |                                    |                                    |                                    |

| Походження мешканців:     | Походження мешканців:     | Походження мешканців: | Походження мешканців: | Походження мешканців: |
| ------------------------- | ------------------------- | --------------------- | --------------------- | --------------------- |
| Походження                |                           |                       | осіб                  | %                     |
| Корінні американці        | Корінні американці        |                       | 50                    | 10.42%                |
| Інше північноамериканське | Інше північноамериканське |                       | 315                   | 65.63%                |
| Європейське               | Європейське               |                       | 235                   | 48.96%                |
| британське                | британське                |                       | 225                   | 46.88%                |
| Океанійське               | Океанійське               |                       | 10                    | 2.08%                 |

| Зайнятість населення за галузями (за класифікацією NOC): | Зайнятість населення за галузями (за класифікацією NOC): | Зайнятість населення за галузями (за класифікацією NOC): | Зайнятість населення за галузями (за класифікацією NOC): | Зайнятість населення за галузями (за класифікацією NOC): |
| -------------------------------------------------------- | -------------------------------------------------------- | -------------------------------------------------------- | -------------------------------------------------------- | -------------------------------------------------------- |
|                                                          |                                                          |                                                          |                                                          |                                                          |
| Управління                                               | Управління                                               |                                                          | 7%                                                       | 7%                                                       |
| Бізнес, фінанси та адміністрування                       | Бізнес, фінанси та адміністрування                       |                                                          | 7%                                                       | 7%                                                       |
| Природничі та прикладні науки                            | Природничі та прикладні науки                            |                                                          | 4,7%                                                     | 4,7%                                                     |
| Охорона здоров'я                                         | Охорона здоров'я                                         |                                                          | 4,7%                                                     | 4,7%                                                     |
| Освіта, правозахист, муніципальні та урядові служби      | Освіта, правозахист, муніципальні та урядові служби      |                                                          | 14%                                                      | 14%                                                      |
| Роздрібна торгівля та послуги                            | Роздрібна торгівля та послуги                            |                                                          | 18,6%                                                    | 18,6%                                                    |
| Гуртова торгівля, транспорт та обладнання                | Гуртова торгівля, транспорт та обладнання                |                                                          | 27,9%                                                    | 27,9%                                                    |
| Природні ресурси, сільське господарство                  | Природні ресурси, сільське господарство                  |                                                          | 16,3%                                                    | 16,3%                                                    |
| Виробництво                                              | Виробництво                                              |                                                          | 7%                                                       | 7%                                                       |

## Клімат
Середня річна температура становить 3,6°C, середня максимальна – 19,7°C, а середня мінімальна – -14,3°C. Середня річна кількість опадів – 1 022 мм.
| Клімат поселення                              | Клімат поселення | Клімат поселення | Клімат поселення | Клімат поселення | Клімат поселення | Клімат поселення | Клімат поселення | Клімат поселення | Клімат поселення | Клімат поселення | Клімат поселення | Клімат поселення | Клімат поселення |
| Показник                                      | Січ.             | Лют.             | Бер.             | Квіт.            | Трав.            | Черв.            | Лип.             | Серп.            | Вер.             | Жовт.            | Лист.            | Груд.            |                  |
| Середній максимум, °C                         | −2,58            | −3,26            | 1,14             | 6,68             | 12,00            | 16,77            | 19,65            | 19,29            | 14,88            | 9,53             | 4,81             | −1,08            |                  |
| Середня температура, °C                       | −8,1             | −8,79            | −4,37            | 1,16             | 6,48             | 11,24            | 16,14            | 15,78            | 11,35            | 6,01             | 1,30             | −4,6             |                  |
| Середній мінімум, °C                          | −13,61           | −14,3            | −9,87            | −4,35            | 0,97             | 5,73             | 12,64            | 12,27            | 7,84             | 2,52             | −2,2             | −8,1             |                  |
| Норма опадів, мм                              | 82               | 75               | 71               | 64               | 76               | 90               | 84               | 104              | 93               | 105              | 94               | 84               |                  |
| Середньомісячна швидкість вітру, м/с          | 6.49             | 6.08             | 5.98             | 5.46             | 4.94             | 4.68             | 4.36             | 4.49             | 5.01             | 5.46             | 6.08             | 6.44             |                  |
| Середньомісячна сонячна радіація, кДж/м²·день | 3718             | 6688             | 10776            | 14318            | 17405            | 18898            | 18614            | 15607            | 11492            | 6784             | 3807             | 2772             |                  |
| --------------------------------------------- | ---------------- | ---------------- | ---------------- | ---------------- | ---------------- | ---------------- | ---------------- | ---------------- | ---------------- | ---------------- | ---------------- | ---------------- | ---------------- |
| Джерело:                                      |                  |                  |                  |                  |                  |                  |                  |                  |                  |                  |                  |                  |                  |